# مريم جناح
مريم جناح, (بالإنجليزية: Maryam Jinnah), (بالكجراتية: મરિયમ ઝીણા), (وُلِدت 20 فبراير 1900، 20 فبراير 1929) هي الزوجة الثانية لمحمد علي جناح مؤسس باكستان والسيدة الأولى لها، كانت زرادشتية ودخلت الإسلام بعد أن تزوجته وهي الابنة الوحيدة للسير. "Dinshaw Petit" وحفيدة "Dinshaw Maneckji Petit" مؤسس أول مصنع لصناعة القطن في الهند وتُعد عائلتها من أغنى العائلات في بومباي.